# Rivière à Grignon
Pour les articles homonymes, voir Grignon.
La rivière à Grignon est un affluent du lac Saint-Jean, coulant dans la municipalité de Chambord, dans la municipalité régionale de comté (MRC) du Domaine-du-Roy, dans la région administrative de Saguenay–Lac-Saint-Jean, dans la province de Québec, au Canada.
La partie supérieure de la vallée de la rivière à Grignon est desservie par des routes forestières et le chemin Delaunière qui se relie par le sud-est à la route 155; la partie inférieure par la rue Principale (route 169).
Généralement, la sylviculture constitue la principale activité économique de la partie supérieure de cette vallée; l'agriculture est pratiquée dans la partie inférieure.
La surface de la rivière à Grignon est habituellement gelée du début de décembre à la fin mars, sauf les zones de rapides; toutefois la circulation sécuritaire sur la glace se fait généralement de la mi-décembre à la mi-mars.[réf. nécessaire]

## Géographie
La rivière à Grignon tire sa source d'un lac non identifié (longueur: 1,2 km; altitude: 284 m). Ce lac épouse la forme d'une feuille de bouleau. L'embouchure du lac Brassard est située au sud-est du lac, soit à:
- 16,6 km au sud-est du centre-ville de Roberval;
- 7,3 km au sud-ouest du centre du village de Chambord;
- 7,3 km au sud de l'embouchure de la rivière à Grignon[3].

À partir de sa source, la rivière à Grignon coule sur 12,4 km avec une dénivellation de 183 m, selon les segments suivants:
- 1,6 km d'abord vers le nord-ouest jusqu'à la décharge (venant du nord-ouest) d'un lac non identifié;
- 2,4 km d'abord vers l'est, notamment en traversant le Lac Delaunaire (longueur: 1,8 km; altitude: 252 m), jusqu'à son embouchure;
- 6,5 km d'abord formant un crochet vers l'est, puis le nord-est en s'approchant d'une courbe du chemin de fer, jusqu'à un ruisseau (venant du sud-ouest);
- 1,9 km vers le nord en zone agricole en coupant la route 169 et le chemin de fer, en recueillant un ruisseau (venant du sud-est), jusqu’à son embouchure[3].

La rivière à Grignon se déverse au fond de l'Anse de Chambord, sur la rive sud-ouest du lac Saint-Jean. Cette confluence est située à 32,7 km au sud-est du milieu de l'entrée de l'Anse de Chambord (s'étirant sur 2,6 km vers l'est) laquelle est délimitée entre la Pointe de Chambord (au nord) et la Pointe aux Pins (au sud). La confluence de la rivière à Grignon est située à:
- 3,9 km au sud-est de l'extrémité de la Pointe-Chambord;
- 3,8 km à l'ouest du centre du village de Chambord;
- 11,6 km au sud-est du centre-ville de Roberval[3].

À partir de l’embouchure de la rivière à Grignon, le courant traverse le lac Saint-Jean vers l'est sur 33 km vers le nord-est, emprunte le cours de la rivière Saguenay (via la Petite Décharge) sur 172,3 km vers l'est jusqu’à Tadoussac où il conflue avec l’estuaire du Saint-Laurent.

## Toponymie
Le terme "Grignon" s'avère un patronyme de famille d'origine française[Laquelle ?].
Le toponyme « rivière à Grignon » a été officialisé le 5 septembre 1985 à la Banque des noms de lieux de la Commission de toponymie du Québec.